# EH Андромеды
EH Андромеды (лат. EH Andromedae) — одиночная переменная звезда в созвездии Андромеды на расстоянии (вычисленном из значения параллакса) приблизительно 3962 световых лет (около 1215 парсеков) от Солнца. Видимая звёздная величина звезды — от +12,1m до +11,2m.

## Характеристики
EH Андромеды — красная пульсирующая медленная неправильная переменная звезда (LB) спектрального класса M7. Эффективная температура — около 3298 K.